# Les nuits d'été
Les nuits d'été, op. 7 (Les nits d'estiu) és un cicle de cançons del compositor francès Hector Berlioz sobre sis poemes de Théophile Gautier. El recull va ser conclòs l'any 1841, i inicialment va ser compost per a mezzosoprano o tenor —indistintament— i piano. Després, el cicle seria adaptat per a veu de soprano, així com per acompanyament orquestral.
El títol de l'obra és un gest de complicitat envers El somni d'una nit d'estiu de William Shakespeare.
Els títols de les cançons són els següents:
1. Villanelle
2. Le spectre de la rose
3. Sur les lagunes
4. L'absence
5. Au cimetière
6. L'île inconnue